# Majmand, Kerman
Meymand (perzijsko ميمند, latinizirano: Maymand, Meimand, Maimand) je vas v podeželskem okrožju Meymand, v okrožju Shahr-e Babak, provinca Kerman, Iran. Po popisu leta 2006 je bilo v njem 673 prebivalcev v 181 družinah.
Meymand je starodavna vas, ki leži v bližini mesta Shahr-e Babak v provinci Kerman v Iranu. Verjame se, da je bil Meymand glavno prebivališče ljudi na Iranskem višavju, ki izvira izpred 12.000 let. Številni prebivalci živijo v 350 ročno izkopanih hišah sredi skal, od katerih so nekatere naseljene že 3000 let. Okoli vasi najdemo skoraj 10.000 let stare gravure na kamnu, nahajališča lončenine, stare skoraj 6000 let, pa pričajo o dolgi zgodovini poselitve vasi.
Glede izvora teh struktur sta bili predlagani dve teoriji:
Po prvi teoriji je to vas zgradila skupina arijskih plemen približno 800 do 700 let pr. n. št. in hkrati z medijskim obdobjem. Možno je, da so bile skalne strukture Meymanda zgrajene v verske namene. Častilci Mitre verjamejo, da je sonce nepremagljivo, in to jih je vodilo, da imajo gore za svete. Zato so kamnoseki in graditelji Meymanda izrazili svoja prepričanja pri gradnji svojih bivališč.
Na podlagi druge teorije izvira vas iz 2. ali 3. stoletja našega štetja. V obdobju Arsakidov so se različna plemena južnega Kermana selila v različne smeri. Čeprav te teorije ne sovpadajo s podatki o nahajališčih, najdenih pred 12.000 leti, bi najdišče pripeljalo do približno 10.000 pr. n. št. Ta plemena so našla primerne kraje za življenje in se na teh območjih naselila tako, da so zgradila svoja bivališča, ki so se sčasoma razvila v obstoječe domove. Obstoj mesta, znanega kot trdnjava Meymand, v bližini vasi, v katerem so našli več kot 150 kostnic (posoda za kosti) iz sasanidskega obdobja, krepi to teorijo.
Življenjske razmere v Meymandu so težke zaradi izsušenosti zemlje ter visokih temperatur poleti in zelo mrzlih zim. Lokalni jezik vsebuje veliko besed iz starodavnih sasanidskih in pahlavijskih jezikov.
Leta 2005 je Meymand prejel mednarodno nagrado UNESCO-Grčija Melina Mercouri za varovanje in upravljanje kulturne krajine (približno 20.000 USD).
4. julija 2015 je bila vas vpisana na Unescov seznam svetovne dediščine.